# Les cartes ne mentent jamais
Pour les articles homonymes, voir Angela et Tarot (homonymie).
Pour plus de détails, voir Fiche technique et Distribution.
Les cartes ne mentent jamais, également connu sous le titre Angela (titre original : Tarot) est un giallo franco-espagnol réalisé par José María Forqué et sorti en 1973.

## Fiche technique
- Titre original : Tarot ou El diablo detras de las cartas[1]
- Titre français : Les cartes ne mentent jamais ou Angela[2]
- Réalisation : José María Forqué
- Scénario : Rafael Azcona, José María Forqué, James M. Fox
- Photographie : Alejandro Ulloa
- Montage : Mercedes Alonso
- Musique : Michel Colombier
- Production : José María Forqué, Robert de Nesle
- Sociétés de production : Orfeo Producciones Cinematograficas, Comptoir Français du Film Production
- Pays de production :  Espagne
- Langue originale : espagnol
- Durée : 91 minutes
- Format : couleurs par Eastmancolor - 2,35:1 - Son mono - 35 mm
- Date de sortie : 
  - Espagne : 21 avril 1973
  - France : 1974

## Distribution
- Sue Lyon : Angela
- Fernando Rey : Arthur
- Gloria Grahame : Natalie
- Christian Hay : Marc
- Julián Ugarte : Maurice
- Jorge Rigaud : le premier commissaire
- Marisol Delgado : Connie
- Barta Barri : le prêtre
- Anne Libert : Coco
- Frank Clement ; le second commissaire
- Adriano Domínguez : le docteur
- Mara Goyanes : Rosa